# Budry
Budry (Buddern fino al 1945) è un comune rurale polacco del distretto di Węgorzewo, nel voivodato della Varmia-Masuria.
Ricopre una superficie di 175,02 km² e nel 2004 contava 3 107 abitanti.
Il comune è al confine con la Russia (Oblast' di Kaliningrad).